# Bahnhof Engen
Der Bahnhof Engen ist ein viergleisiger Bahnhof an der Schwarzwaldbahn und wird sowohl von Regional-Express und Intercity-Züge der Deutschen Bahn als auch vom Seehas der SBB GmbH, einer Tochtergesellschaft der Schweizerischen Bundesbahnen (SBB) bedient.

## Lage
Der Bahnhof liegt mehrere hundert Meter nördlich der Stadtmitte von Engen, einer Zehntausend-Einwohner-Stadt im Süden von Baden-Württemberg. 

## Geschichte und Zukunft

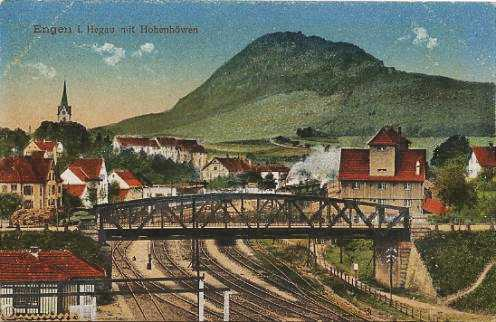
Der Bahnhof Engen um 1900

Der Bahnhof wurde zeitgleich mit der Eröffnung des ersten Streckenabschnittes der Schwarzwaldbahn zwischen Singen und Engen eröffnet. Die Bahnstrecke wurde als Zubringerstrecke zur Gotthardbahn geplant, um einen grenzüberschreitenden Bahnverkehr vom Schwarzwald in die Schweiz zu gewähren. Aufgrund der schwierigen geologischen Bedingungen im Schwarzwald beschloss die Großherzoglich Badischen Staatseisenbahnen, zuerst die Abschnitte Offenburg–Hausach und Engen–Singen (Hohentwiel) zu realisieren. Der Bau begann April 1865 und wurden ein Jahr später fertiggestellt. November 1921 wurde die Bahnstrecke komplett zweigleisig ausgebaut und 1977 elektrifiziert. 
Die in der ersten Hälfte des 20. Jahrhunderts geplante Hegaubahn wäre südlich des Bahnhofs Richtung Schaffhausen ausgefädelt.
Im Rahmen des weitgehend nicht realisierten Hegaubahn-Projekts war ein Ausbau des Bahnhofs geplant.
Seit dem Fahrplanwechsel 2017/2018 sollte auch die bis dahin ohne Halt passierende InterCity-Linie Stuttgart – Zürich zweistündlich in Engen halten. Es wurde im Zuge des Interim Plus auch ein stündlicher Halt in Engen geprüft. Die DB Fernverkehr lehnte das Konzept ab, da sie eine Verlangsamung des Fernverkehrs um etwa zwei Minuten befürchtet, die jedoch durch den Entfall des zweistündlichen Haltes in Gäufelden kompensiert werden könnten. Seit dem Fahrplanjahr 2018 halten die IC-Züge zweistündlich in Engen.

## Anlagen

### Bahnhofsvorplatz und Empfangsgebäude
Unmittelbar vor dem Bahnhof befindet sich ein Park&Ride-Parkplatz, Fahrradstellplätze und die Bushaltestelle Engen, Bahnhof. Im Empfangsgebäude befindet sich eine Bahnhofsgaststätte. In der oberen Etage werden Mietwohnungen bereitgestellt.

### Bahnsteige
Der Bahnhof besitzt einen Mittelbahnsteig und einen Hausbahnsteig. Am Mittelbahnsteig sind die Bahnsteiggleise 2 und 3 gelegen, am Hausbahnsteig das Gleis 1. Parallel zum Gleis 3 verläuft ein weiteres Gleis (Gleis 4) ohne Bahnsteig. Die Züge am Mittelbahnsteig sind aufgrund des zu großen Höhenunterschiedes zwischen Zug und Bahnsteigkante nicht barrierefrei erreichbar. Der Hausbahnsteig wurde 2019 auf 55 cm erhöht und neu gestaltet.
| Bahnsteig | Bahnsteighöhe | Bahnsteiglänge |
| --------- | ------------- | -------------- |
| Gleis 1   | 55 cm         | 210 m          |
| Gleis 2   | 38 cm         | 294 m          |
| Gleis 3   | 38 cm         | 294 m          |

## Bahnverkehr

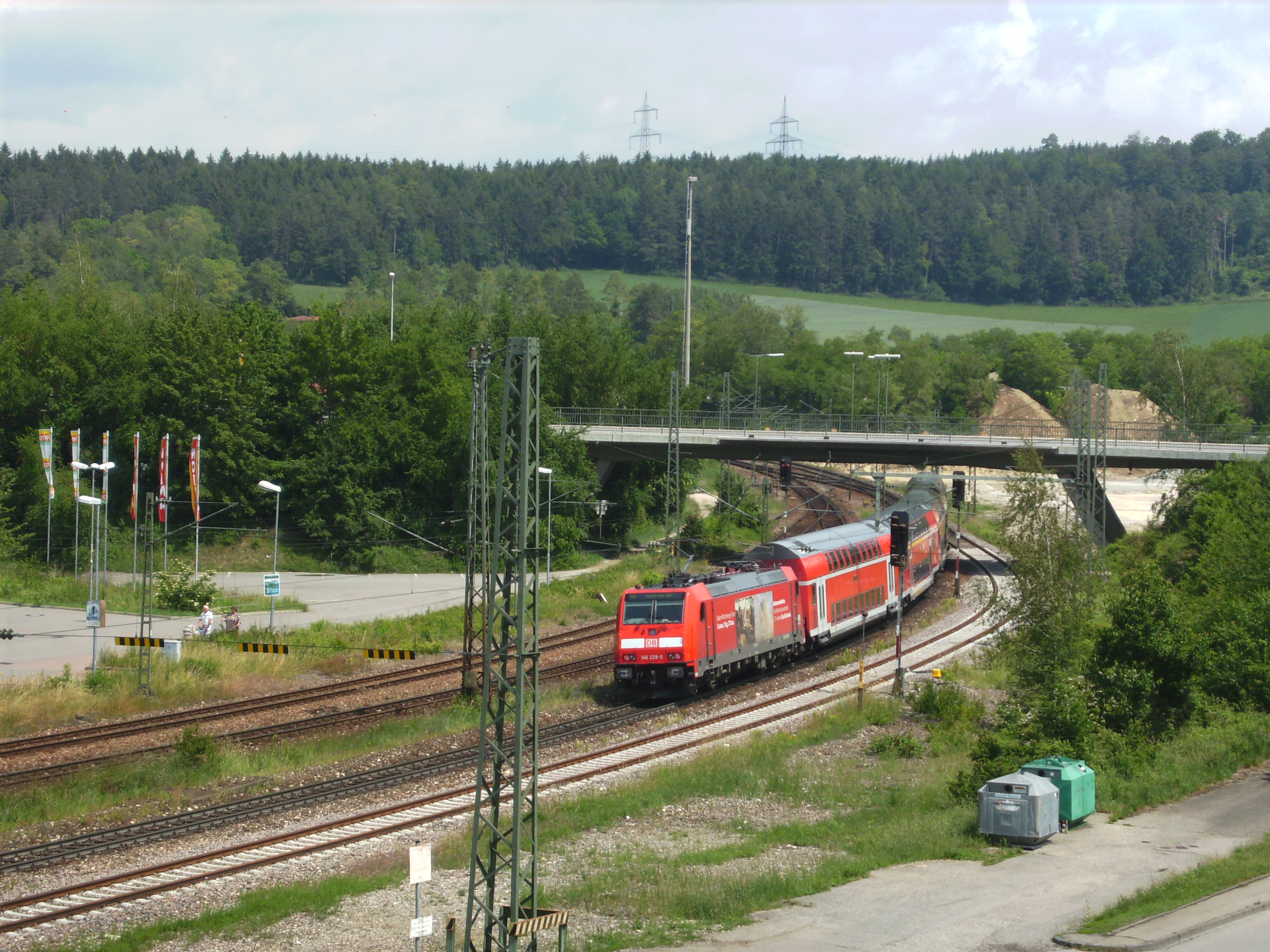
Ein in den Bahnhof einfahrender Regional-Express nach Karlsruhe

Gleis 1 wird in der Regel von den Seehas-Zügen Richtung Konstanz genutzt. Gleis 2 dient den Zügen Richtung Stuttgart/Karlsruhe und Gleis 3 denen Richtung Singen/Konstanz.
| Linie | Strecke | Frequenz        |
| ----- | --- | --------------- |
| IC87  | Stuttgart Hbf – Böblingen – Herrenberg – Eutingen im Gäu – Horb – Rottweil – Tuttlingen – Engen – Singen (Hohentwiel) | Zweistundentakt |
| RE2   | Karlsruhe Hbf – Baden-Baden – Achern – Offenburg – Villingen (Schwarzw) – Engen – Singen (Hohentwiel) – Konstanz      | Stundentakt     |
| S6    | Engen – Mühlhausen (b Engen) – Singen (Hohentwiel) – Radolfzell – Allensbach – Konstanz                               | Halbstundentakt |

(Stand: 2021)